# Окрузи Висконсина
Постоје 72 округа у америчкој савезној држави Висконсин. Земља која је постала Висконсин била је трансферирана од територије Уједињеног Краљевства на америчку контролу са потписивањем Париског мира. Висконсин био је неорганизовани део Северозападне територије до 1802. године када сва територија (укључујући данашњи Висконсин у потпуности) од Сент Луиса до границе с Канадом је била организована као Округ Сент Клер.  Када је Илиноис постао савезна држава 1818. године, Висконсин је постао део Територије Мичигена и био је подељен на два округа: Округ Браун на североистоку дуж језера Мичиген и Округ Крофорд на југозападу дуж Реке Мисисипи. Округ Ајова био је основан 1829. године од територије округа Крофорд јужно од Реке Висконсин. Јужни део округа Браун био је коришћен за основање Округа Милвоки 1834. године. Савезна држава Висконсин била је основана од Територије Висконсин 29. маја 1848. са 28 округа.
Најмногољуднији округ у савезној држави јесте Округ Милвоки са 916.205 људи према процени од 2023. године. Округ са најмање људи јесте Округ Меномини са само 4.226 људи; Индијански резерват у Меноминију ко-екстензиван је са округом. Округ Пепин је најмањи по површини, са 600,8 км², док је Округ Маратон је највећи по површини, са 4.001,3 км².
Код од стране Савезног стандарда за обраду информација (ФИПС), који користи влада Сједињених Држава за јединствену идентификацију држава и округа, налази се уз сваки унос. Код Висконсина је 55, који би у комбинацији са било којим кодом округа био написан као 55ХХХ. ФИПС код за сваки округ повезује се са подацима пописа за тај округ.

## Списак
- Округ Адамс
- Округ Ајова
- Округ Ајрон
- Округ Аутагами
- Округ Бајфилд
- Округ Барон
- Округ Бернет
- Округ Буфало
- Округ Браун
- Округ Вајлас
- Округ Вашингтон
- Округ Вернон
- Округ Винебејго
- Округ Вокиша
- Округ Волворт
- Округ Вопека
- Округ Вошберн
- Округ Вошера
- Округ Вуд
- Округ Грант
- Округ Грин
- Округ Грин Лејк
- Округ Даглас
- Округ Дан
- Округ Дејн
- Округ Дор
- Округ Доџ
- Округ Ешланд
- Округ Каљумет
- Округ Кевони
- Округ Кеноша
- Округ Кларк
- Округ Колумбија
- Округ Крофорд
- Округ Ла Крос
- Округ Ланглејд
- Округ Лафејет
- Округ Линколн
- Округ Манитовок
- Округ Маратон
- Округ Маринет
- Округ Маркет
- Округ Меномини
- Округ Милвоки
- Округ Монро
- Округ О Клер
- Округ Озоки
- Округ Оконто
- Округ Онајда
- Округ Пепин
- Округ Пирс
- Округ Полк
- Округ Портиџ
- Округ Прајс
- Округ Расин
- Округ Раск
- Округ Ричланд
- Округ Рок
- Округ Сент Крој
- Округ Сојер
- Округ Сок
- Округ Тејлор
- Округ Тремпело
- Округ Флоренс
- Округ Фон ду Лак
- Округ Форест
- Округ Чипева
- Округ Џексон
- Округ Џеферсон
- Округ Џуно
- Округ Шебојган
- Округ Шоно